# Оссо-Іраті
Оссо́-Іраті́ (фр. Ossau-Iraty) — неварений пресований французький сир з овечого молока, виробляється на південному заході Франції.

## Історія
Сир отримав свою назву від долини Оссо (Vallée d'Ossau) і букового лісу Іраті у Французькій Країні Басків. Сир почали виробляти монахи з абатства Беллок понад 300 років тому. У 1980 році він другим з овечих сирів, після Рокфора, отримав власне контрольоване найменування походження (AOC).

## Виробництво

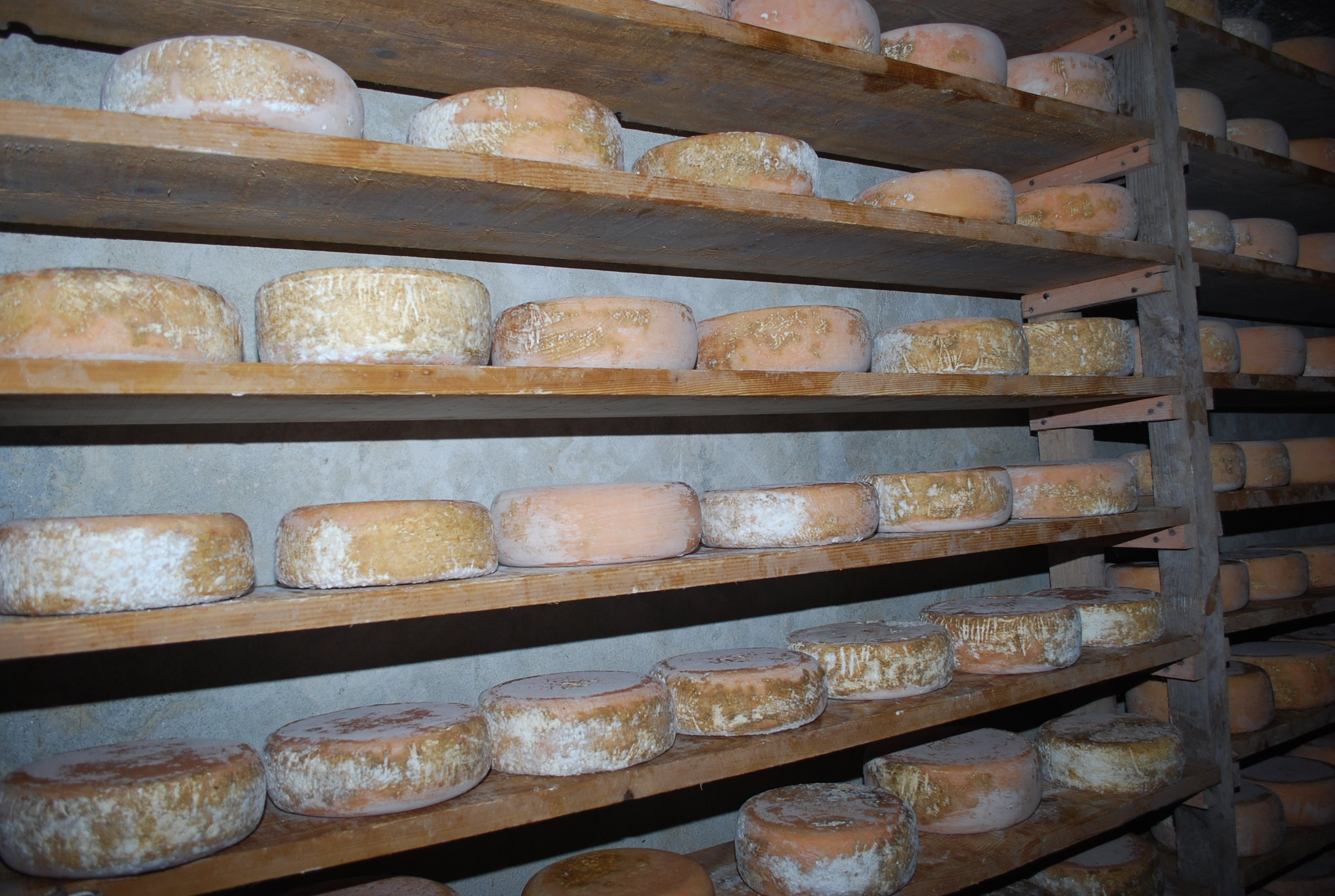
Дозрівання Оссо-Іраті

Сир дозріває у спеціальних приміщеннях, котрі будують із каменю в горах, при температурі 12 °C. У долині Оссо їх називають «кайоларс», а в Країні Басків — «кахулас». Термін дозрівання сиру складає 90 днів, а для невеликих голівок — 60 днів.
Оссо-Іраті виготовляють цілий рік, проте найліпший сир виходить восени.

## Опис
Сир має форму плоского круга діаметром 18–28 см, висотою 7–15 см і вагою від 2 до 7 кг. Поверхня сира покрита оранжево-жовтою або сіруватою кіркою. Жирність складає 50 %. М'якуш має ніжний горіховий смак із відтінком оливок і приємний аромат. Оссо-Іраті найчастіше подають із солодким вином Jurançon moelleux, а також із винами Grave, Irouléguy та Herrika-Arnoa.